# Bernt Haas
Pour les articles homonymes, voir Haas.
Bernt Haas est un footballeur international suisse né le 8 avril 1978 à Vienne en Autriche.

## Biographie

### En club
- 1994-2001 : Grasshopper Zürich -  Suisse
- 2001-2003 : Sunderland -  Angleterre
  - 2002-2003 : FC Bâle -  Suisse (prêt)
- 2003-jan. 2005 : West Bromwich Albion -  Angleterre
- jan. 2005-2006 : SC Bastia -  France
- 2006-2007 : FC Cologne -  Allemagne
- 2007-2010 : FC Saint-Gall -  Suisse[1]

### En sélection
- 37 sélections et 3 buts avec la  Suisse de 1996 à 2005.